# David Helfgott
David Helfgott (født 19. maj 1947) er en australsk pianist, hvis liv var inspiration til filmen Shine instrueret af Scott Hicks. Geoffrey Rush, som spillede David Helfgott i filmen, vandt en Oscar for bedste mandlige hovedrolle i 1996.
David Helfgott er kendt for både at være en fremragende pianist og samtidig have skizoaffektivt syndrom. Han er født i Melbourn i en polsk-jødisk familie med to søstre. Faren underviste ham selv fra han var seks år til han var ti år, hvorefter han fik undervisning af en klaverlærer, Frank Arndt. Han vandt adskillige lokale konkurrencer.
Da han var 14 år gammel var flere forskellige mennesker interesserede i ham, herunder forfatteren Katharine Susannah Prichard, og forsøgte at skaffe penge til at David kunne rejse til USA og studere musik. Dette blev ham desværre nægtet af faren som fulgte en meget streng familiær opdragelseslinje. Da han var 19 vandt han et legat til at studere ved the Royal College of Music i London, England i tre år, hvilket han benyttede sig af og studerede ved Cyril Smith.
Under hans tid i London begynder han imidlertid at vise flere og flere tegn på mental sygdom og efter hans tilbagevenden til Australien i 1970, hvor han stifter et ægteskab, der ikke holder, bliver han indlagt på en institution for psykisk syge. I ti år bliver han behandlet på forskellig vis, herunder medicinering og elektrochok.
I 1984, hvor han har optrådt nogle år i en vinbar, Ricardo's, i Perth, møder han astrologen Gillian Murray som han gifter sig med efter kun nogle måneder. Han fortsatte herefter en mere eller mindre succesfuld karriere som klassisk pianist både i 1980'erne og 1990'erne, men hans verdensturné i 1997 i kølvandet på filmsuccesen Shine blev lidt af en fiasko idet tilhørere til den klassiske musik og kritikere mente at hans udførelse af musikken var mangelfuld i både teknik og æstetik samt at hans optræden på scenen virkede kunstig eller falsk.
Hans favoritrepetoire er kompositioner af romantiske komponister, såsom Modest Mussorgsky, Sergej Rachmaninov, Frédéric Chopin, Franz Liszt, Robert Schumann og Nikolaj Rimskij-Korsakov. Nogle af de indspilninger han har lavet, er dog blevet udsat for hård kritik – især indspilningen af Rachmaninovs tredje koncert er blevet beskyldt for at være både excentrisk og usammenhængende.
David Helfgott spillede Rachmaninov's Piano Concert no 3 med København's Filharmoniske Orkester i Tivoli's koncertsal den 2. november 1995 under ledelse af Milan Horvat. Live indspilning udgivet på BMG Classics (RCA Victor).
David Helfgott spillede koncert i Alsion i Sønderborg med Sønderjyllands Symfoniorkester under ledelse af Tamás Vetö 30. april 2008. Han fylder 70 år den 19. maj 2017 og fejrer den runde fødselsdag med at give tre koncerter i Danmark. Den første finder sted i Kulturhuset Skanderborg søndag den 14. maj.

## Ekstern henvisning
- David Helfgott på Internet Movie Database (engelsk)
- David Helfgott på Filmdatabasen
- David Helfgott på AllMovie (engelsk)
- David Helfgott på The Movie Database (engelsk)
- Officiel hjemmeside Arkiveret 4. maj 2009 hos  Wayback Machine

1. ↑  Navnet er anført på svensk og stammer fra Wikidata hvor navnet endnu ikke findes på dansk.